# Zeki Demirkubuz
Zeki Demirkubuz (Isparta, 1 oktober 1964) is een Turks filmregisseur, scenarioschrijver en producer.
Hij heeft vanaf zijn 17e drie jaar in de gevangenis gezeten voor vermeende communistische activiteiten. Na zijn vrijlating kwam hij in aanraking met het maken van films. Na gewerkt te hebben als assistent van een regisseur, begon hij met zijn eigen productiemaatschappij Mavi Film.
Met zijn film Kader won hij tijdens het Antalya Film Festival 2006 in de categorie "Beste film".

## Filmografie
- 1994 - C Blok ("Blok C")
- 1997 - Masumiyet ("De onschuld")
- 1999 - Üçüncu Sayfa ("De Derde Bladzijde")
- 2001 - Yazgi ("Het lot")
- 2001 - İtiraf ("De bekentenis")
- 2003 - Bekleme Odasi ("De wachtkamer")
- 2005 – Kader
- 2009 – Kıskanmak